# Hermann Bokelmann
Hermann Bokelmann (* 31. Mai 1929 in Dünsen; † 8. Mai 2024) war ein deutscher Kommunalpolitiker (SPD). 

## Leben
Hermann Bokelmann trat im Jahr 1961 der SPD bei. Von 1962 bis 1998 war er Vorsitzender des SPD-Ortsvereins Harpstedt. Von 1964 bis 2006 war er Mitglied des Gemeinderates von Harpstedt und von 1964 bis 1996 der Bürgermeister. Während seiner Amtszeit wurde im Jahr 1969 die Partnerschaft mit der französischen Gemeinde Loué gegründet, an der er maßgeblich beteiligt war. Von 1964 bis 1977 gehörte Bokelmann dem Kreistag des Landkreises Grafschaft Hoya an. Nach dessen Auflösung gehörte er ab 1977 dem Kreistag des Landkreises Oldenburg an. Von 1991 bis 2001 war er der Landrat des Landkreises Oldenburg.
Am 10. Februar 1988 wurde Bokelmann mit dem Bundesverdienstkreuz am Bande ausgezeichnet. Er war am 18. März 2012 Mitglied der 15. Bundesversammlung. 
Hermann Bokelmann starb am 8. Mai 2024 im Alter von 94 Jahren.